# Filipinas Orient Airways
La Filipinas Orient Airways, Inc. era una compagnia aerea fondata dalla famiglia di rifugiati libanesi Karam (poi Caram) nelle Filippine nel 1964, ai sensi dell'articolo n. 4147. La FOA ottenne il franchising per fornire servizi di trasporto aereo all'interno delle Filippine e altri paesi il 20 giugno 1964, nonostante l'opposizione legale di Philippine Airlines. Il suo slogan era The Nation's Flag Carrier.

## Servizio
La FOA - nota anche come "Fairways" - iniziò le sue operazioni di volo interno nelle Filippine il 5 gennaio 1965 utilizzando i Douglas DC-3. I loro primi giorni sembravano essere caratterizzati da un incidente al mese, risultando nella perdita di quattro DC-3 e un DC-6 entro i primi 4 anni di funzionamento. Ad un certo punto integrò nella flotta i Sud Aviation Caravelle e i Nord 262, successivamente sostituiti dai NAMC YS-11. Le loro operazioni di volo terminarono dopo la dichiarazione della legge marziale da parte dell'allora presidente filippino Ferdinand Marcos il 21 settembre 1972. Philippine Airlines alla fine rilevò gli aerei e le rotte della FOA.

## Flotta
- Douglas DC-3A
- Sud Aviation Caravelle
- NAMC YS-11
- Nord 262

## Destinazioni
| Paese                 | Città       | Aeroporto                                           |
| --------------------- | ----------- | --------------------------------------------------- |
| Filippine             | Basco       | Aeroporto di Basco                                  |
| Filippine             | Boracay     | Aeroporto di Hualien                                |
| Filippine             | Cebu        | Aeroporto Internazionale di Mactan–Cebu             |
| Filippine             | El Nido     | Aeroporto di El Nido                                |
| Filippine             | Iloilo      | Aeroporto di Mandurriao                             |
| Filippine             | Manila      | Aeroporto Internazionale di Manila (hub principale) |
| Filippine             | Mati        | Aeroporto Imelda R. Marcos                          |
| Filippine             | Roxas       | Aeroporto di Roxas                                  |
| Singapore             | Singapore   | Aeroporto Internazionale di Singapore               |
| Vietnam del Sud       | Saigon      | Aeroporto Internazionale di Tan Son Nhat            |
| Thailandia            | Bangkok     | Aeroporto Internazionale di Bangkok-Don Mueang      |
| Stati Uniti d'America | Los Angeles | Aeroporto Internazionale di Los Angeles             |

## Incidenti
Il 23 aprile 1969, il Douglas DC-3A PI-C947 rimase danneggiato in modo irreparabile in un incidente durante l'atterraggio all'aeroporto di Roxas City. Tutti i 31 passeggeri e l'equipaggio sopravvissero.